# Chris Stein
Chris Stein (ur. 5 stycznia 1950 w Brooklynie) – amerykański muzyk, autor tekstów piosenek, fotograf i pisarz. Znany jako współzałożyciel i gitarzysta zespołu Blondie.

## Życiorys
Urodził się 5 stycznia 1950 roku w Brooklynie w rodzinie żydowskiej. Dorastał w dzielnicy Midwood, gdzie uczęszczał do Midwood High School, z której został wyrzucony, jak twierdzi, z powodu noszenia długich włosów.
W 1973 roku został gitarzystą zespołu The Stilettoes. Zaczął się także spotykać z Debbie Harry, która była wokalistką zespołu. W 1974 roku Stein i Harry odeszli z The Stilettoes, aby założyć własny zespół, który nazwali Blondie. W latach 1976–1979 jako fotograf współpracował z magazynem Punk, co wykorzystywał do promocji zespołu. W 1976 roku na okładkę trafiło zdjęcie Harry jego autorstwa, numer z czerwca 1977 roku był poświęcony zespołowi Blondie.
Zespół Blondie pod koniec lat 70. XX wieku osiągnął międzynarodową popularność. W 1982 roku wydał album The Hunter, obierając nowy kierunek w muzyce. Album nie budził jednak tak dużego zainteresowania jak poprzednie. W trakcie trasy koncertowej promującej album Stein chorował na wówczas jeszcze niezdiagnozowaną chorobę, a zarówno on, jak i Harry, nadużywali także narkotyków. Ostatecznie zespół rozpadł się, ostatni koncert odbył się 21 sierpnia, a zespół trzy miesiące później ogłosił, że się rozwiązuje.
W kolejnym roku Steina w tragicznym stanie zabrano do szpitala. Dopiero wtedy zdiagnozowano u niego pęcherzycę zwykłą. Po kilku miesiącach leczenia wrócił do domu. Harry opiekowała się nim, w międzyczasie bez większego efektu próbując solowej kariery. Ostatecznie para rozstała się w 1987 roku, jednak wciąż się przyjaźni. W późniejszych latach Harry została nawet matką chrzestną dzieci Steina.
Zespół Blondie ponownie reaktywował się w 1997 roku.
W 1999 roku poślubił aktorkę Barbarę Sicuranzę, z którą miał dwie córki: Akirę (2003–2023) i Valentinę.
Od 2019 roku Stein nie bierze udziału w koncertach zespołu ze względu na problemy kardiologiczne. Mimo to współpracuje z zespołem przy nagraniach i współtworzy kolejny album.

## Twórczość
Oprócz działalności muzycznej, głównie związanej z zespołem Blondie, od 1968 roku interesuje się fotografią. Współpracował z wieloma magazynami, m.in. z Punkiem (1976–1979). W 2014 roku ukazała się jego pierwsza książka Negative: Me, Blondie and the Advent of Punk, która zawierała zbiór fotografii. Jej premiera zbiegła się z 40-leciem Blondie. W większości były to niepublikowane wcześniej zdjęcia, jednak część z nich zostało już wcześniej opublikowanych w Negative w książce współautorstwa Debbie Harry, Chrisa Steina i Victora Bockrisa Making Tracks: The Rise of Blondie, która została wydana po raz pierwszy w 1982 roku, później wznowiona w 1998 roku.
Druga książka z fotografiami Steina pt. HR Giger: Debbie Harry Metamorphosis: Creating the Visual Concept for KooKoo została wydana 18 kwietnia 2023 roku. Była to kronika współpracy pomiędzy Debbie Harry i H.R. Gigerem przy solowym albumie Harry z 1981 roku.
W 2024 roku ukazała się jego trzecia książka. Under a Rock, która stanowi spisane przez niego wspomnienia.